# Podocarpus sylvestris
Podocarpus sylvestris — вид хвойних рослин родини подокарпових.

## Поширення, екологія
Країни поширення: Нова Каледонія. Росте в діапазоні висот від рівня моря до 1200 м. Частий в щільних вологих лісах як на ультраосновних так і сланцевих субстратах.

## Загрози та охорона
Ніяких конкретних загроз виявлено не було для цього виду. Цей вид відомий з кількох охоронних територій.